# Rajouri
Rajouri är en ort i Indien.   Den ligger i distriktet med samma namn och unionsterritoriet Jammu och Kashmir, i den norra delen av landet, 600 km nordväst om huvudstaden New Delhi. Antalet invånare är 27 792.